# Salcantay
Le Salcantay ou Salkantay ou Sallqantay en quechua est le plus haut sommet de la cordillère de Vilcabamba, une section des Andes péruviennes. Avec une altitude de 6 271 m, il est le 38e sommet le plus haut des Andes et le 12e le plus haut au Pérou.

## Toponymie
Le nom Salkantay vient de sallqa, un mot quechua signifiant « sauvage ». Il a été enregistré dès 1583. Son nom est ainsi souvent traduit comme « le Sauvage ».

## Situation
Le Salcantay est situé à environ 40 km au nord-ouest de la ville de Cusco.

## Alpinisme
- 1952 - Première ascension, versant nord par Fred D. Ayres, David Michael, W.V. Graham Matthews, George Irving Bell, Claude Kogan et Bernard Pierre. John C. Oberlin, Austen F. Riggs et Jean Guillemin, qui font également partie de cette expédition franco-américaine, ne parviennent pas jusqu'au sommet[1].
- 1954 - Tentative de répétition de l'ascension par une expédition helvético-autrichienne. Fritz Kasparek et Anton Wahennhauer sont victimes d'une rupture de corniche.
- 1955 - Deuxième ascension par Lionel Terray, Tom de Booy, Kees Egeler et Raymond Jenny.
- 1968 - Face nord directe par une équipe autrichienne.
- 1968 - Arête nord-est par une équipe japonaise.
- 1973 - Arête sud-est par une équipe australienne.
- 1977 - Arête est par une expédition française conduite par Louis Audoubert.
- 1983 - Arête sud-est par une équipe française conduite par André Garambois.

Le 17 juin 2013, les Américains Nathan Heald et Thomas Ryan, et le Péruvien Luis Crispin atteignent le sommet à 10 h 30 après 9 heures d'ascension depuis un camp avancé situé à 5 500, sur l'arête nord-est. Crispin est ainsi le premier alpiniste péruvien à atteindre ce sommet. Les membres relèvent grâce à leur GPS une altitude de 6 279 m, à 13° 20,027′ S, 72° 32,596′ O. Le 31 juillet 2013, une seconde équipe, conduite par Nathan Heald, et composée de l'Américain James Lissy et du Péruvien Edwin Espinoza Sotelo parviennent au sommet par l'arête nord-est. En raison de la retraite glaciaire, la route est classée D. Heald est ainsi le seul alpiniste à avoir vaincu le sommet à deux reprises,.